# 納音
納音（なっちん）とは、六十干支を陰陽五行説や中国古代の音韻理論を応用して、木・火・土・金・水の五行に分類し、さらに形容詞を付けて30に分類したもの。中国やベトナムで使用される納音図は、地球から見た土星の見かけの公転軌道図（orbit of dance of planet Saturn, 約30太陽年）に酷似し、天体観測に基づく一種の占星術と推測されるが、観測時期や由来などは不明である。生れ年の納音によってその人の運命を判断する。
荻原井泉水、種田山頭火などはこの納音から俳号をつけた（井泉水は生年の納音に由来するが、山頭火は生年とは関係なく、単に音の響きなどから選んだものである）。
| 用語   | 用語の読み       | 干支       |
| ------ | ---------------- | ---------- |
| 海中金 | かいちゅうきん   | 甲子・乙丑 |
| 爐中火 | ろちゅうか       | 丙寅・丁卯 |
| 大林木 | たいりんぼく     | 戊辰・己巳 |
| 路傍土 | ろぼうど         | 庚午・辛未 |
| 釼鋒金 | じんぼうきん     | 壬申・癸酉 |
| 山頭火 | さんとうか       | 甲戌・乙亥 |
| 澗下水 | かんかすい       | 丙子・丁丑 |
| 城頭土 | じょうとうど     | 戊寅・己卯 |
| 白鑞金 | はくろうきん     | 庚辰・辛巳 |
| 楊柳木 | ようりゅうぼく   | 壬午・癸未 |
| 井泉水 | せいせんすい     | 甲申・乙酉 |
| 屋上土 | おくじょうど     | 丙戌・丁亥 |
| 霹靂火 | へきれきか       | 戊子・己丑 |
| 松柏木 | しょうはくぼく   | 庚寅・辛卯 |
| 長流水 | ちょうりゅうすい | 壬辰・癸巳 |
| 沙中金 | さちゅうきん     | 甲午・乙未 |
| 山下火 | さんげか         | 丙申・丁酉 |
| 平地木 | へいちぼく       | 戊戌・己亥 |
| 壁上土 | へきじょうど     | 庚子・辛丑 |
| 金箔金 | きんぱくきん     | 壬寅・癸卯 |
| 覆燈火 | ふくとうか       | 甲辰・乙巳 |
| 天河水 | てんがすい       | 丙午・丁未 |
| 大駅土 | たいえきど       | 戊申・己酉 |
| 釵釧金 | さいせんきん     | 庚戌・辛亥 |
| 桑柘木 | そうしゃくもく   | 壬子・癸丑 |
| 大溪水 | だいけいすい     | 甲寅・乙卯 |
| 沙中土 | さちゅうど       | 丙辰・丁巳 |
| 天上火 | てんじょうか     | 戊午・己未 |
| 柘榴木 | ざくろぼく       | 庚申・辛酉 |
| 大海水 | たいかいすい     | 壬戌・癸亥 |